# 福井県道146号東小浜停車場線
福井県道146号東小浜停車場線（ふくいけんどう146ごう ひがしおばまていしゃじょうせん）は福井県小浜市内の駅および県道と国道を結ぶ一般県道である。

## 路線概要
終点附近で接続する福井県道220号羽賀東小浜停車場線と合わせて、駅の利用者を効果的に駅に導く役割を担っている。県道220号は駅から北の集落および主要地方道である福井県道24号小浜上中線との接続を担当している。そしてこちらは福井県道35号久坂中ノ畑小浜線と接続し駅から南の集落および国道27号との接続を担当している。2つの県道が南北を担当することでより効果的に駅と集落を結んでいる県道である。

### 路線データ
- 起点：福井県小浜市遠敷
- 終点：同上（東小浜駅）

## 路線状況
{
全線片側一車線の確保された一般的な県道である。若狭の主要国道である国道27号と接続する停車場線のため、日中の利用は多く混雑することもよくある。ただし上記した県道220号を利用する人もいるため特別に利用しにくいわけではなく、地方都市の駅前としてよく見られる程度の混雑といえるだろう。停車場線としての役割を十分に果たしている県道といえる。

## 接続道路
- 国道27号（起点）
- 福井県道35号久坂中ノ畑小浜線（起点から県道146号に移行）
- 福井県道220号羽賀東小浜停車場線

## 沿線
- JR東小浜駅